# Belzebu

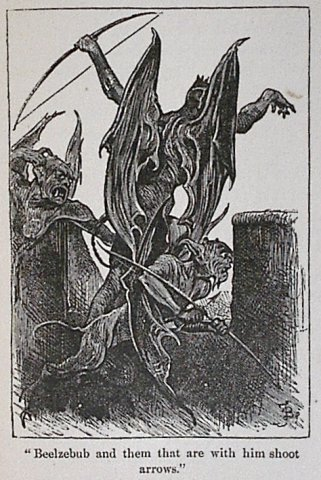
"Belzebu e aqueles que estão como ele atirando flechas" do The Pilgrim's Progress (1678) de John Bunyan

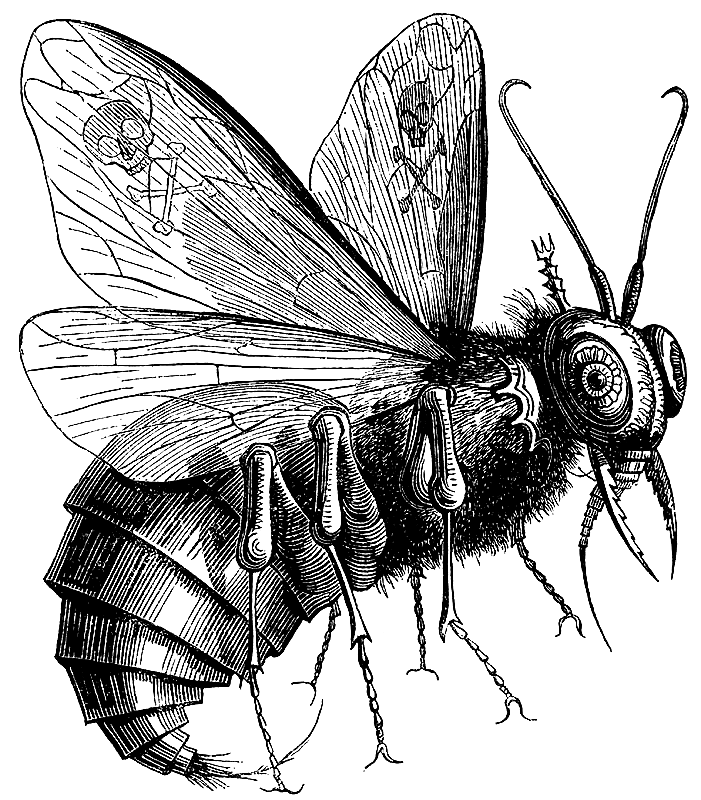
Belzebu descrito no Dictionnaire Infernal por Collin de Plancy.

Belzebu (nome derivado de Baal Zebul ou Baalzebub, também referido por Belzebuth; em hebraico: בַּעַל זְבוּב‎‎, Baʿal Zəvûv; em árabe: بعل الذباب‎‎, Ba‘al adh-dhabâb) é uma divindade nas mitologias filisteia e cananeia, anteriormente adorado em Ekron, e mais tarde adotado por algumas religiões abraâmicas como um grande demônio. O nome Belzebu está associado ao deus cananeu Baal.

## Origem mitológica
Baalzebub é uma entidade amalgamada de outras duas poderosas entidades conhecidas das mitologias cananeia e fenícia:
- Baal ou Bael, senhor dos trovões, agricultura e fertilidade. Também associado à morte e crueldade;
- Zebub, o deus das moscas e da pestilência.

Segundo a mitologia, Zebub era um infernunita arqui-inimigo de Baal. Este, junto com grandes magos da antiguidade, foi derrotado por Zebub numa batalha épica que, por ter expandido suas forças no cosmo, abriu um abismo que sugou os dois deuses e se uniram em um só, o então "belth-zebul". Seu espírito foi arremessado ao inferno e lá perdurou na "fossa", com intuito de preservação do funcionamento do cosmos.
Seu poder excedia o poder de Zebub e o do próprio Baal. Proclamou-se senhor da cidade de Dite, antes governada por Orcus.

## No cristianismo
Para o cristianismo moderno, Belzebu é um dos nomes do diabo. Na demonologia cristã, ele é um dos sete príncipes do inferno e a personificação do segundo pecado, a gula, tal como era visto na Idade Média. No Dictionnaire Infernal, é descrito como o "Príncipe dos Demônios, Senhor das Moscas e da Pestilência, Mestre da Ordem".